# Xihu
Xihu (溪湖鎮S, Xīhú ZhènP) è un comune di Taiwan, situato nella provincia di Taiwan e nella contea di Changhua.